# Diener & Diener Architekten
Diener & Diener Architekten ist ein Schweizer Architekturbüro mit Sitz in Basel und einer Dépendance in Berlin.

## Geschichte
Marcus Diener gründete 1942 ein Architekturbüro in Basel. 1978 trat Sohn Roger Diener in die Firma ein und es folgte die Namensänderung zu Diener & Diener Architekten.

## Bauwerke

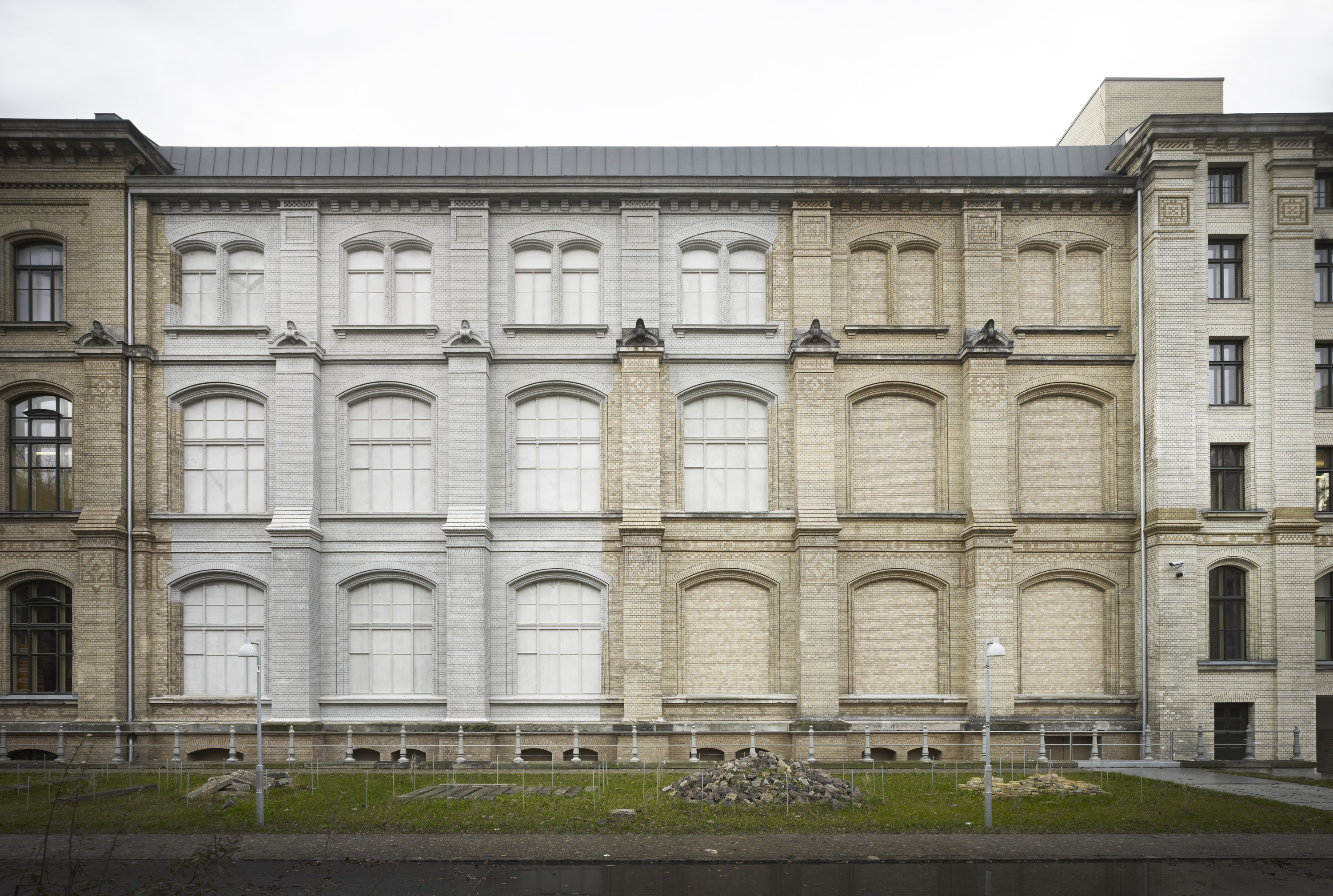
Ostflügel Museum für Naturkunde Berlin

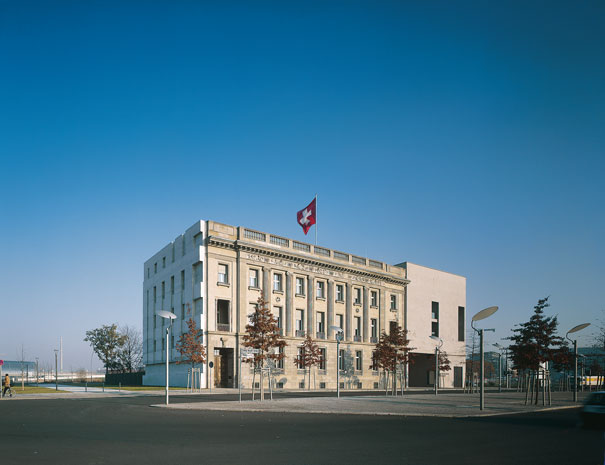
Schweizerische Botschaft Berlin

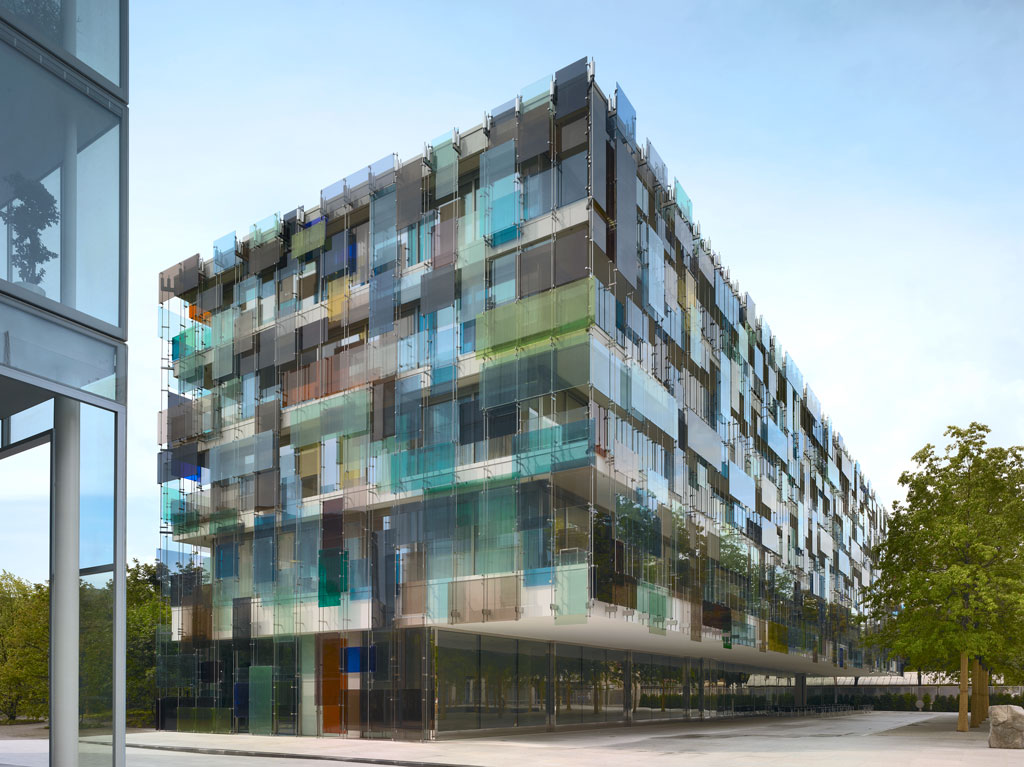
Novartis Campus Basel «Forum 3»

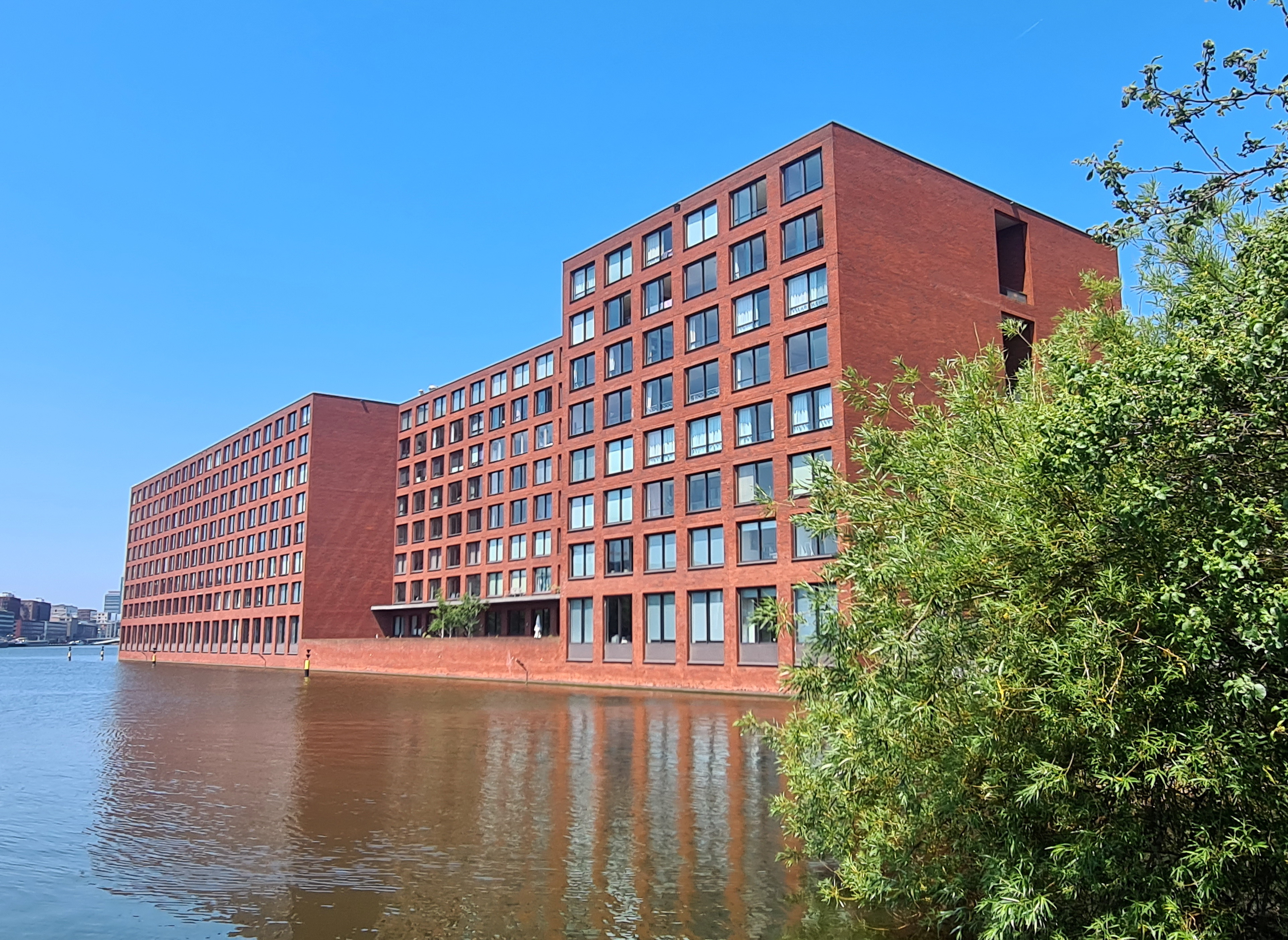
Hoogkade, Amsterdam

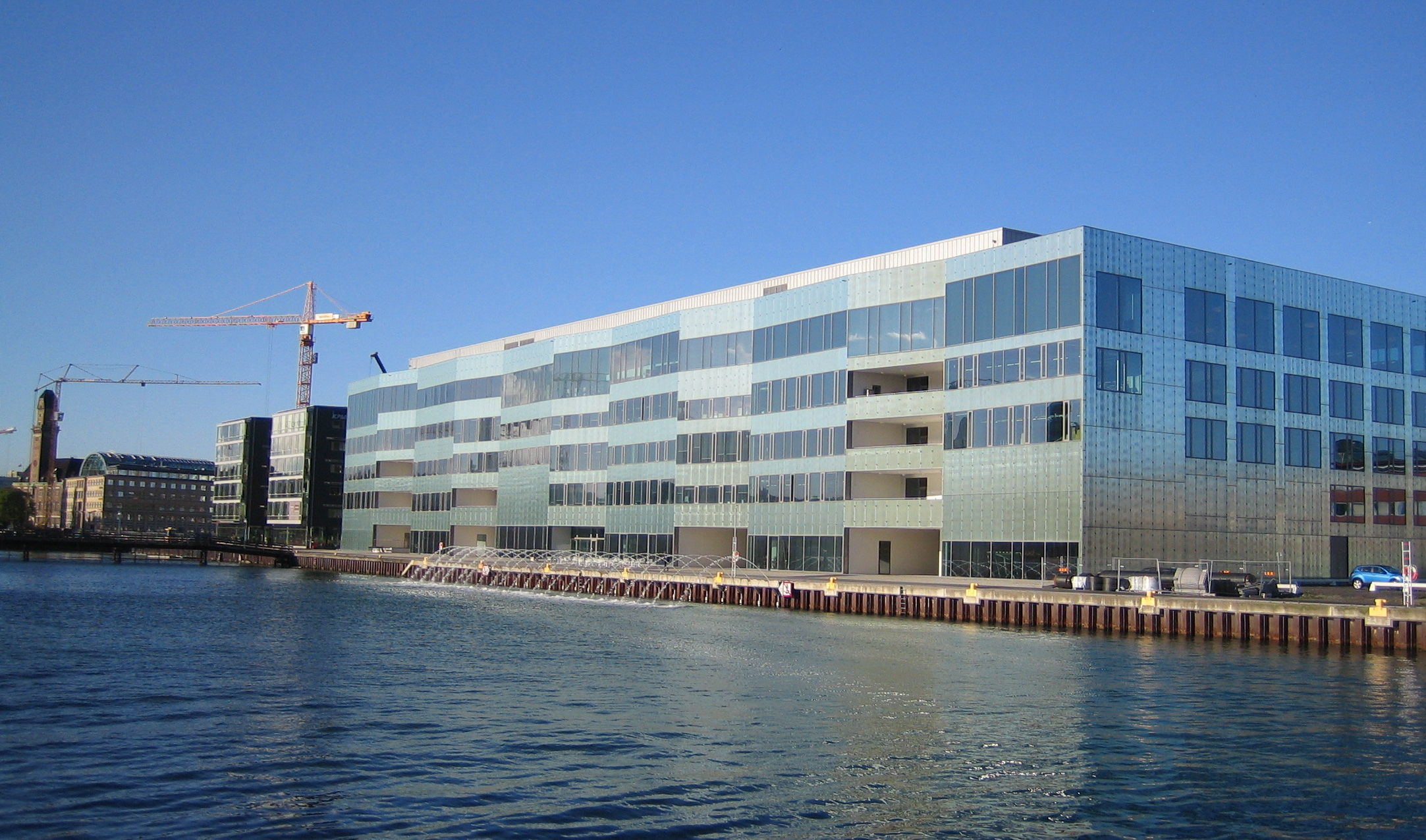
Hjälmarekajen, Malmö

- 1981: Wohnbauten Hammerstrasse, Basel
- 1990: Galerie Gmurzynska, Köln-Marienburg
- 1994–2000 Wohnhäuser Park Kolonnaden, Berlin
- 1995: Sanierungen und Einbauten am Museum für Naturkunde der Humboldt-Universität Berlin
- 1996: Masterplan Neues Bauen am Horn, mit Luigi Snozzi & Adolf Krischanitz
- 1998: Pavillon Gastland Schweiz, Frankfurter Buchmesse 1998
- 1997: Masterplan für Institutsgebäude und die Bibliothek der Hochschule Malmö im Quartier Orkanen, Malmö
- 1999: Kunsthaus Pasquart, Biel
- 2000: Erweiterung Schweizerische Botschaft Berlin, mit Helmut Federle und Dieter Kienast
- 2000: Erweiterung der Nationalgalerie für Moderne Kunst, Rom
- 2001: Wohnhäuser Übergangsgebiet KNSM-eiland und Java-eiland, Amsterdam
- 2002: Umbau und Renovation Sammlung Rosengart, Luzern
- 2002: Wohnhochhäuser Kattendijkdok, Antwerpen
- 2002: ABB Power Tower, Baden AG
- 2003: Wohnhäuser Ypenburg, Den Haag
- 2003: Auktionshaus Stuker, Bern
- 2010: Dienstleistungsgebäude CityGate, Basel
- 2004: Wohn- und Geschäftshaus Quartier 110, Friedrichstrasse, Berlin
- 2005: Institutsgebäude Orkanen Hochschule Malmö
- 2005: Forum 3, Novartis Campus, Basel, mit Helmut Federle und Gerold Wiederin
- 2006: Casa A1 Olympisches Dorf, Turin
- 2007: Stadtmuseum «Schlössli», Aarau
- 2008: Swiss Re Headquarters, Zürich
- 2008: Mustersiedlung Hadersdorf mit Adolf Krischanitz, Hermann Czech, Max Dudler, Hans Kollhoff, Peter Märkli, Meili, Peter & Partner Architekten, Otto Steidle
- 2009: Stücki Shopping Centre, Basel
- 2009: Masterplan für Drägerwerk, Lübeck
- 2010: Ostflügel des Museums für Naturkunde Berlin
- 2010: Musikhaus Kloster Einsiedeln
- 2010: Erweiterung Foksal Gallery Foundation, Warschau
- 2011: Mobimo Tower, Zürich
- 2011: Instandsetzung Kongresshaus und Tonhalle Zürich, mit Boesch Architekten
- 2012: Markthalle Wohnturm, Basel
- 2012: Shoah Memorial, Sammellager Drancy
- 2014: Favrehof als Teil der Grossüberbauung Richti-Areal, Wallisellen
- 2020: Bürogebäude Baloise Park Süd, Basel[1]

in Planung
- Unternehmenszentrale Oettinger Davidoff Group, Basel

## Auszeichnungen und Preise - Roger Diener
- 2002: Architekturpreis der Académie Française
- 2011: DAM Preis für Architektur in Deutschland 2011, Deutsches Architekturmuseum, für die Rekonstruktion des Ostflügels, Museum für Naturkunde Berlin